# Phyllanthus phlebocarpus
Phyllanthus phlebocarpus är en emblikaväxtart som beskrevs av Ignatz Urban. Phyllanthus phlebocarpus ingår i släktet Phyllanthus och familjen emblikaväxter. Inga underarter finns listade i Catalogue of Life.